# Waterloo (Indiana)
Waterloo – miasto w Stanach Zjednoczonych, w stanie Indiana, w hrabstwie DeKalb.